# Odorrana swinhoana
Odorrana swinhoana es una especie de anfibio anuro de la familia Ranidae.

## Distribución geográfica yhábitat
Es endémica del centro de Taiwán. Su rango altitudinal alcanza los 2000 m s. n. m..